# 東郷太郎
東郷 太郎（とうごう たろう）は、宇喜多氏の一族とされる人物。
「宇喜多氏系図」（備前藩大森景頼所蔵）や岡山の歴史書などには、宇喜多氏の系譜を汲むとされる東郷太郎の名前が見える。
備前児島半島を東児島、中児島、西児島と三つに分け、東児島を東郷太郎、中児島を加茂次郎、西児島を西郷三郎（稗田三郎とする文献もある）と、三兄弟がそれぞれ居住したとされる。